# وزارة الدفاع (عمان)
وزارة الدفاع العمانية هي الوزارة المسؤولة عن جميع الأمور المتعلقة بالدفاع في سلطنة عُمان.